# Засоби масової інформації Республіки Конго
Засоби масової інформації в Республіці Конго суворо обмежені багатьма факторами, включаючи широку неписьменність і економічну нерозвиненість.

## Радіо
Конголезці покладаються в першу чергу на радіо для отримання інформації. Це пов'язано з високим рівнем неписьменності. Доступ до інших форм ЗМІ за межами столиці поганий. Навіть Пуент-Нуар, друге за величиною місто та економічна столиця країни, не має власної місцевої газети.
Громадським радіо- і телемовником у Республіці Конго є Конголезьке радіодифузійне телебачення. Приватні радіо- і телевізійні станції дозволені. У країні є одне інформаційне агентство — Конголезьке інформаційне агентство, яке є державною установою.

## Інтернет
Доступ до Інтернету дуже обмежений, а більшість громадян взагалі не мають доступу до комп'ютерів.

## Свобода слова
Свобода слова в Республіці Конго суворо обмежена. Під час національних виборів 2009 року низка репортерів провідних міжнародних ЗМІ, включаючи France 24, BBC та Radio France International, зазнали переслідувань, фізичних нападів з боку поліції та солдатів, а їхнє обладнання було конфісковане.

## Радіо
- Canal FM (1977)[4]
- Radio Brazzaville (1999)[4][5]
- Radio Congo[5]
- Radio Liberté (1997)[4][5]

## Телекомунікації
Інфраструктура стаціонарного телефонного зв'язку в Республіці Конго дуже обмежена; менш ніж 1 зі 100 громадян має стаціонарну телефонну лінію. Мобільний телефонний зв'язок швидко зростав, і до 2011 року понад 50 зі 100 громадян мали мобільні телефони. За оцінками, 245 000 громадян є користувачами Інтернету із загальної кількості населення понад 3 800 000.